# Gare de Youssoufia
 (novembre 2017).
Si vous disposez d'ouvrages ou d'articles de référence ou si vous connaissez des sites web de qualité traitant du thème abordé ici, merci de compléter l'article en donnant les références utiles à sa vérifiabilité et en les liant à la section « Notes et références ».
La gare de Youssoufia est une gare ferroviaire marocaine, située à Youssoufia, dans la région de Marrakech-Safi.

## Situation ferroviaire
La gare de Youssoufia est la dernière station avant la Gare de Skhour Rhamna.

## Service des voyageurs
Il y a quatre trains voyageurs par jour, deux trains par sens, pour Safi et pour Benguerir.

### Desserte
Les trains à destination de Safi desservent les villages de Bouguedra et Khatt Azacane, et les autres trains à destination de Benguerir desservent le village de Nzalet El Aria.
Des trains de marchandises (phosphate) circulent également sur cette ligne.